# Glas Božiji u narodu
Glas Božiji u narodu je dokumentarni film iz 2010. reditelja Branka Radakovića. On je i snimatelj i montažer tog filma, a scenario je radio u saradnji sa Zoranom Zdravkovićem.

## O nastanku filma
Glas Božiji u narodu snimljen je za jedan dan i to namerno 8. avgusta 2009. Dakle, baš na dan kada vernici slave praznik posvećen Prepodobnoj mučenici Paraskevi. Film dotiče i interesantnu činjenicu, a to je da je ova svetiteljka veoma poštovana u srpskom narodu i da i pored toga, praznik posvećen njoj nije označen crvenim slovom, te da ljudi i tada rade. Reditelj Branko Radaković je sa ovim ostvarenjem hteo da kritikuje običaje ljudi koji ne mogu da se suzdrže ni 8. avgusta, a da ne naprave vašar pored manastira Sveta Petka.

## Nagrada
Film je dobio specijalnu nagradu 2013. na 8. festivalu dokumentarnog filma Zlatna buklija koji se tradicionalno održava u Velikoj Plani.

## Zanimljivosti
Ono što je zanimljivo za ovaj tridesetjednominutni dokumentarac je neobična sudbina koja ga je zadesila jer je, između ostalog, film izmontiran još početkom 2010. ali je festivalsku premijeru doživeo tek 2012. na XXI međunarodnom festivalu etnološkog filma. Prikazan je u bioskopskoj sali Etnografskog muzeja u Beogradu 13. oktobra 2012.
Iako do tada nije nigde javno prikazan, na mnogobrojnim zatvorenim projekcijama stekao je kultni status kod određenog broja gledalaca i to najviše zbog ironičnog crnog humora koji jednim delom nosi u sebi, dok su ga pojedini ozbiljni poznavaoci filma procenili kao odlično ostvarenje, pošto pored ogromne doze ironije u sebi ima i jednu ozbiljnu i tešku poruku. U filmu se, između ostalih pojavljuje i jeromonah Nikolaj iz manastira Svete Petke Izvorske koji se nalazi u selu Izvor kod Paraćina, gde je velikim delom ovaj film i sniman.
Jedan od selektora festivala XXI međunarodnog festivala etnološkog filma antropolog Miloš Matić jedino je ovo ostvarenje spomenuo u davanju izjave za dnevni list Danas. On je rekao, između ostalog: ”Moram da priznam da sam razočaran domaćim etnološkim diskursom, ali i to je odraz stanja našeg društva. Tu su filmovi koji se uprkos tome izdvajaju, poput 'Glas Božiji u narodu', prikaz života u manastiru nadomak Paraćina, u kojem se vidi entuzijazam i neposredno iskustvo”.

## Spoljašnje veze
- Glas Božiji u narodu на веб-сајту  (језик: енглески)
- Glas Božiji u narodu u bazi Filmskog centra Srbije
- Festivalski život filmova Branka Radakovića Filmski centar Srbije
- Glas Božiji u narodu na sajtu međunarodnog festivala etnološkog filma
- Dnevni list Danas
- Glas Božiji u narodu na blogu Abraxas 365 dokumentarci
- Recenzija Miloša Živanovića Filmske radosti
- Specijalna nagrada za dokumentarac Glas Božiji u narodu i premijera najnovijeg filma Branka Radakovića Filmske radosti